# Music of the Spheres (Ian Brown)
Music of the Spheres è il terzo album in studio da solista del cantautore inglese Ian Brown (ex The Stone Roses), pubblicato nel 2001.

## Tracce
1. F.E.A.R. – 4:29
2. Stardust – 4:30
3. The Gravy Train – 4:23
4. Bubbles – 4:35
5. Hear No See No – 3:35
6. Northern Lights – 4:13
7. Whispers – 3:56
8. El Mundo Pequeño – 4:01
9. Forever and a Day – 2:44
10. Shadow of a Saint – 4:42